# Nordrhein-Westfälische Taekwondo Union
Die Nordrhein-Westfälische Taekwondo Union (NWTU) ist der Landesdachverband für Taekwondo in Nordrhein-Westfalen mit Sitz in Engelskirchen. Er ist Mitglied im Landessportbund Nordrhein-Westfalen (LSB) und der Deutschen Taekwondo Union.

## Geschichte
Die NWTU e. V. wurde 1981 gegründet und ist der rechtliche Nachfolger der Sektion Taekwondo des Nordrhein-Westfälischen Judoverbandes (NWJV). Die Rechtsform ist der eingetragene Verein. Laut offizieller Stärkemeldung 2020 trainieren 13.231 Aktive verschiedenen Alters in etwa 210 Vereinen.

## Erfolgreiche NWTU-Sportler
Die NWTU hat im Laufe ihres Bestehens zahlreiche Erfolge auf internationaler Ebene hervorgebracht. Die meisten bisherigen offiziellen deutschen Weltmeister, sowie zahlreiche EM- und WM-Medaillengewinner im Taekwondo kommen aus NRW:

### Weltmeister
- Rainer Müller, erster deutscher Weltmeister (–73 kg) 1979 in Sindelfingen
- Dirk Jung, erster Schwergewichts-Weltmeister 1982 in Guayaquil / Ecuador, sowie zweifacher Europameister
- Michael Arndt, Weltmeister im Schwergewicht 1987 in Barcelona / Spanien
- Aziz Acharki, Weltmeister (–70 kg) 1995 in Manila / Philippinen, sowie zweifacher Militärweltmeister
- Yanna Schneider, Junioren-Weltmeisterin (–63 kg) 2012 in Scharm asch-Schaich / Ägypten

Der erste türkische Taekwondo-Weltmeister Yilmaz Helvacioglu (–68 kg), der den Titel 1983 in Kopenhagen (Dänemark) erringen konnte, hatte in Deutschland mit dem Taekwondo begonnen. Heute lebt und trainiert er in Bielefeld.

### CISM-Weltmeister
Bei den Militär-Weltmeisterschaften (CISM) wurden folgende NWTU-Sportler Weltmeister:
- Aziz Acharki, zweifacher Militärweltmeister (–78 kg) 2001 in Woendrecht / Niederlande und 2002 in Fort-Hood / USA
- Erdal Aylanc, zweifacher Weltmeister (–68 kg), CISM-Weltmeister 2003 und Studentenweltmeister 2004
- Daniel Manz, Weltmeister 2010 in Kanada und 2006 in Seongnam / Korea, Herren (–68 kg)
- Nildem Tuncat, Weltmeisterin 2008 in Seongnam / Korea, Damen (–51 kg)
- Helena Fromm, Weltmeisterin 2010 in Kanada und 2008 in Seongnam / Korea, Damen (–67 kg)

### Vizeweltmeister
- Wolfgang Dahmen, Federgewicht (–63 kg) 1975 in Seoul / Korea
- Meinolf Lüttecken, Schwergewicht (+80 kg) 1975 in Seoul / Korea
- Richard Schulz, Mittelgewicht (–78 kg) 1979 in Sindelfingen / Deutschland
- Thomas Fabula, Federgewicht (–60 kg) 1983 in Kopenhagen / Dänemark
- Dirk Jung, Schwergewicht (+83 kg) 1983 in Kopenhagen / Dänemark

### WM-Drittplatzierte
- Hubert Leuchter, Bantamgewicht –58 kg, 1975 in Seoul / Korea
- Turgay Ertugrul, Nadelgewicht –48 kg, 1977 in Chicago / USA
- Helmut Stoppe, Bantamgewicht –58 kg, 1977 in Chicago / USA
- Rainer Müller, Weltergewicht –73 kg, 1977 in Chicago / USA
- Dirk Jung, Schwergewicht +83 kg, 1977 in Chicago / USA
- Dragan Veljovic, Bantamgewicht, 1979 in Sindelfingen / Deutschland
- Bernd Bartsch, Federgewicht, 1979 in Sindelfingen / Deutschland
- Hubert Leuchter, Leichtgewicht, 1979 in Sindelfingen / Deutschland
- Turgay Ertugrul, Fliegengewicht, 1982 in Guayaquil / Ecuador
- Helmut Gärtner, Leichtmittelgewicht, 1979 in Sindelfingen, 1982 in Guayaquil / Ecuador
- Chan-Ok Choi, Nadelgewicht –48 kg, 1983 in Kopenhagen / Dänemark
- Harald Scharmann, Weltergewicht –68 kg, 1983 in Kopenhagen / Dänemark
- Georg Streif, Leichtgewicht, 1987 in Barcelona / Spanien
- Torsten Gernhard, Weltergewicht, 1987 in Barcelona / Spanien
- Musa Çiçek, Federgewicht, 1989 in Seoul / Korea
- Aziz Acharki, Leichtgewicht, 1993 in New York / USA
- Faissal Ebnoutalib, Mittelgewicht, 1999 in Edmonton / Kanada
- Erdal Aylanc, Federgewicht, 2003 in Garmisch-Partenkirchen / Deutschland
- Dennis Binder, Bantamgewicht 2006 Ho-Chi-Minh-Stadt / Vietnam
- Mokdad Ounis, Leichtgewicht –74 kg, 2009 in Kopenhagen / Dänemark

### Europameister
- Eddi Klimt, Nadelgewicht (–48 kg), 1976 in Barcelona
- Josef Ascanio, Bantamgewicht (–58 kg), 1976 in Barcelona
- Christian Stryzsch, Federgewicht (–63 kg), 1976 in Barcelona
- Hubert Leuchter, Federgewicht (–63 kg), 1978 in München
- Rainer Müller, Weltergewicht (–80 kg), 1978 in München
- Richard Schulz, vierfacher Europameister (–78 kg), 1978 in München, 1980 in Esbjerg, 1982 in Rom, 1984 in Stuttgart
- Dirk Jung, Schwergewicht (+83 kg), 1976 in Barcelona und 1978 in München
- Michael Arndt, Schwergewicht (+83 kg) 1980 in Esbjerg
- Thomas Fabula, Federgewicht (–60 kg) 1982 in Rom
- Chan-Ok Choi, Nadelgewicht (–48 kg) 1986 in Seefeld in Tirol
- Musa Çiçek, zweifacher Europameister 1990 und 1992 im Federgewicht (–64 kg)
- Markus Woznicki, (–80 kg) 1988 in Ankara
- Fadime Helvacioglu, Damen (–49 kg) 1996 in Helsinki
- Aziz Acharki, zweifacher Europameister im Mittelgewicht (–72 kg) 1996 in Helsinki und 2000 in Patras
- Levent Tuncat, dreifacher Europameister Senioren (–54 kg) 2005 in Riga, (–58 kg) 2006 in Bonn und (–62 kg) 2008 in Rom
- Pinar Budak, Damen (–59 kg) 2006 in Bonn
- Sümeyye Manz, Damen (–47 kg) 2008 in Rom
- Helena Fromm, Damen (–67 kg) 2008 in Rom

### Olympioniken

#### Olympia 1988
Bei den ersten olympischen Demonstrationswettbewerben 1988 in Seoul (Südkorea) errangen zwei Sportler der NWTU jeweils eine Bronzemedaille: der Europameister von 1988 und spätere DTU-Bundestrainer Markus Woznicki, sowie der Weltmeister von 1987 Michael Arndt.

#### Olympia 2000
Bei den Olympischen Spielen 2000 in Sydney nahmen seitens der NWTU zwei Sportler erfolgreich teil. Der Weltmeister von 1995 Aziz Acharki aus Bonn (KDK-Attendorn) belegte nach guten Vorkämpfen den 5. Platz in der Gewichtsklasse bis 68 kg und unterlag nur knapp dem späteren Doppelolympiasieger (2000 und 2004) aus USA Steven Lopez. Im olympischen Qualifikationsturnier auf internationaler Ebene hatte Acharki in Poreč in einem Vorkampf Lopez noch besiegen können und errang nach verletzungsbedingter Aufgabe eine Bronzemedaille. Die Bielefelder Europameisterin Fadime Helvacioglu (Kobra Bielefeld) schied bei den Frauen in den Vorkämpfen gegen China bis 49 kg vorzeitig aus.

#### Olympia 2004
Bei den Sommerspielen 2004 in Athen verpasste der zweifache Weltmeister Erdal Aylanc aus Velbert die Qualifikation nur knapp.

#### Olympia 2008
Der dreifache Europameister Levent Tuncat qualifizierte sich 2007 beim Weltqualifikationsturnier in Manchester für die Olympischen Spiele 2008 in Peking in der Gewichtsklasse –58 kg.
Die beiden Athletinnen Pinar Budak (NWTU) und Sümeyye Gülec errangen jeweils eine Bronzemedaille im Januar 2008 in Istanbul. Zusammen mit Daniel Manz waren somit vier Deutsche TKD-Sportler in Peking vertreten. Auf Vorschlag der DTU gab am 15. Juli 2008 der Deutsche Olympische Sportbund die Teilnahme von Helena Fromm an den Olympischen Sommerspielen bekannt. Daniel Manz errang einen fünften Platz in seiner Gewichtsklasse, die anderen Kämpfer schieden bereits in den Vorkämpfen aus.

#### Jugend Olympiade 2010
In Singapur fanden 2010 die ersten Olympischen Spiele für Jugendliche statt. Das Deutsche Taekwondo-Team war mit vier Kämpfern vertreten. Norbert Szekely (NWTU) konnte eine Qualifikation für die Gewichtsklasse –48 kg in Mexiko erringen, wurde aber seitens der DTU nicht nominiert. Ibrahim Ahmadsei (NWTU) wurde Jugend-Olympiazweiter über 73 kg, Antonia Katheder errang –63 kg ebenfalls eine Silbermedaille.

#### Olympia 2012
Zum Testevent für die Olympischen Spiele 2012 wurden von dem DTU-Leistungsausschuss folgende Sportler nominiert: Levent Tuncat (NWTU) in der Gewichtsklasse –68 kg, Alberto Celestrín –80 kg bei den Herren, sowie Katharina Weiss über 67 kg und Sabrina Nölp –49 kg bei den Damen. Beim europäischen Qualifikationsturnier konnte die WM-Dritte Sümeyye Manz in Kasan bis 49 kg das Ticket für Olympia sichern. Levent Tuncat schied in der Gewichtsklasse –58 kg vorzeitig aus.
Auch Helena Fromm reichte ein 2. Platz beim Qualifikationsturnier in Kasan in der Gewichtsklasse –67 kg, um sich für London zu qualifizieren. Alberto Celestrin hingegen schied, wie bereits sein männlicher Kollege, vorzeitig aus.
Sümeyye Manz verlor ihren ersten olympischen Vorrundenkampf gegen die Kämpferin aus Taiwan und schied damit vorzeitig aus. Helena Fromm erkämpfte sich nach guten Vorrundenkämpfen im Halbfinale schließlich die Bronzemedaille und errang nach 12 Jahren wieder eine Medaille für den Deutschen Taekwondo Sport.
Olympia 2016
Für die Olympischen Sommerspiele 2016 hat sich der NWTU-Sportler Levent Tuncat nominiert und startet in der Gewichtsklasse -58 kg in Rio.

## Bezirke und Leistungsstützpunkte
Die NWTU organisiert ihren Sportverkehr in vier Bezirken, in denen knapp 230 Vereine gemeldet sind:
- Bezirk Arnsberg
- Bezirk Düsseldorf
- Bezirk Köln
- Bezirk Münster/Detmold.

Zur Förderung des Leistungssports unterhält die NWTU insgesamt vier vom LSB anerkannte Landesleistungsstützpunkte, sowie jeweils einen Bezirksstützpunkt, in denen regelmäßig der Wettkampfnachwuchs trainiert wird:
- Teilzeit-Internat Swisttal
- Landesleistungsstützpunkt Bonn-Bad Godesberg
- Landesleistungsstützpunkt Düsseldorf
- Landesleistungsstützpunkt Essen
- Landesleistungsstützpunkt Letmathe (bei Iserlohn)

und zusätzlich einen offiziellen Bundesleistungsstützpunkt in Düsseldorf. Ferner besteht für die Kadersportler am Olympiastützpunkt Köln-Leverkusen-Bonn die Möglichkeit an den OSP-Maßnahmen teilzunehmen. Das erste Taekwondo-Teilzeitinternat in NRW ist 2001 in Witten unter der Leitung von Muhammed Kocer als Verantwortlichem für Taekwondo in der Kombination zwischen den Sportarten Taekwondo, Judo, Ringen und Triathlon gegründet worden. Dieses wurde auch ab 2001 durch die NWTU anerkannt und sportlich vom damaligen Landestrainer und späteren Bundestrainer Markus Wozniacki betreut.